# さらざんまい
『さらざんまい』（Sarazanmai）は、MAPPAとラパントラックの共同制作による日本のテレビアニメである。2019年4月から6月までフジテレビ『ノイタミナ』枠にて放送された。

## 概要
『少女革命ウテナ』『輪るピングドラム』『ユリ熊嵐』を手掛けた幾原邦彦によるオリジナルアニメ作品。作品のテーマは「つながり」、キャッチコピーは「つながっても、見失っても。手放すな、欲望は君の命だ。」で、PV中でも度々使われている。
2018年3月6日に公式ホームページ開設、Twitter公式アカウントとInstagram公式アカウントの作成、ティザーPVが公開され、2019年の放送開始を発表。
2018年5月17日、キャラクター原案にイラストレーターのミギーを起用、また、斎藤岬によるスピンオフコミカライズ『レオとマブ 〜ふたりはさらざんまい〜』を奇数月は幻冬舎の漫画雑誌「ルチル」に、偶数月はWebコミック「ルチルSWEET」へ掲載されることが発表された。
2018年10月5日より5週に亘って、『ノイタミナ』のCM枠で1人ずつメインキャラクターに焦点を当てた「つながるPV」が放送された。この映像作成にはモーションデザインアーティストの田島太雄が携わっており、アニメーションで描かれたキャラクター、デザイナー越阪部ワタルによるピクトグラム、実写で撮影された浅草の街並、それらが融合した独特の映像で表現されている。
2018年11月11日、池袋で行われた『AGF2018』の噴水広場ステージにて『さらざんまいスペシャルステージ』を実施。幾原監督、ケッピ役の諏訪部順一、MCとしてニッポン放送アナウンサーの吉田尚記が登壇し、トークショーを行った。
2019年5月17日より、先行で連載されていたスピンオフコミカライズ『レオとマブ 〜ふたりはさらざんまい〜』とは別に、アニメ本編のストーリーとほぼ同内容のコミカライズが連載。キャラクター原案を担当したミギーによる作画でWebマンガ掲載サイト『comicブースト』より不定期で配信されている。

## あらすじ
舞台は東京・浅草。中学2年生の矢逆一稀、久慈悠、陣内燕太の3人は、カッパ広場のカッパ像を壊してしまった事で、突如中から現れた“カッパ王国第1王位継承者”を名乗る謎のカッパ型生命体・ケッピと出会うが、カエルと間違えた事で怒りを買い、強引に尻子玉を奪われてカッパに変身させられてしまう。「元の姿に戻りたければ“ある方法”でつながり、ゾンビの尻子玉を持って来て欲しい」と言われ、3人は「カパゾンビ」と呼ばれる欲望に餓えた人間のなれの果てであるゾンビの尻子玉を探し始める事になる。
そのある方法とは「さらざんまい」と呼ばれる儀式で、倒したカパゾンビの尻子玉をケッピに転送する事で出現し、集めると願いが叶うという「希望の皿」を入手できる代わりに、自分の隠したい秘密がさらざんまいを行った相手にも共有され、漏洩する事になるというものだった。一稀、悠、燕太には、それぞれ人には知られたくない秘密があった。それと同時に希望の皿で叶えたい願い事もある。ケッピを通じてカッパになり、生と死の狭間、人の世の裏側である「欲望フィールド」を行き来できるようになった3人は、カパゾンビを倒すため、そして希望の皿を求めてカパゾンビが現れるフィールドを駆け抜ける。
一方その頃、新星玲央と阿久津真武が勤務する川嘘交番の地下では、カッパ王国の敵対組織であるカワウソ帝国が、カパゾンビを生成するための「欲望エネルギー」を集めていた。そのために必要なものは、生前に満たされなかった強い欲望を持つ人間である。時を同じくして、浅草の警察署では謎の変死体が次々に発見され、身元が判明していく。新たなカパゾンビが現れる度に発見されるその変死体は、何らかの事件を起こして逮捕されたのちに処分保留で釈放になった共通点を持つ、カパゾンビの元となる欲望を持つ人間達であった。
一稀、悠、燕太の3人は秘密の漏洩を経てお互いの色々な秘密や真実を知り、サッカーの存在で小さな繋がりを持ちながら徐々に距離を縮めていき、協力しながらカワウソ帝国と戦う事になっていく。
そんな中、兄である誓を喪ってしまう悠。そして玲央に撃たれて瀕死になってしまい、希望の皿がないと助けられない状態になってしまった燕太。喪った兄のために希望の皿が欲しい悠と、瀕死の燕太を助けるために希望の皿が欲しい一稀、そして失った真武を取り戻すために希望の皿が欲しい玲央も加わり、争いになっていく。

## 登場人物

### 主要人物
矢逆 一稀（やさか かずき）
声 - 村瀬歩
4月29日生まれ、血液型B型、身長160cm、体重46kg。
本作の主人公。中学2年生。かつてはサッカーが好きな明るい少年だったが、ある出来事がきっかけで退部。現在は弟の春河を喜ばせるため、浅草のご当地アイドルであるサラのなりすましをするために女装をし、毎朝アサクササラテレビで放送されている「ラッキー自撮り占い」に合わせて自撮り写真を弟のスマホに送るのが日課。
実は本当の母親が別におり、実母は既に別の家庭を持っている。物心つく前から父の兄である親戚の家庭に引き取られて暮らしており、育ての親からは血の繋がりを気にせず分け隔てなく育てられた。そのため、現在一緒に暮らしている両親とも弟の春河とも血は繋がっていない。10歳の頃、父方の祖父が亡くなる直前、親戚が集まる病室で祖父が発した「お前の母親は、だらしない女だった」という言葉から本当の母親が別にいる事に気付いてしまい、それから自分に優しく接してくれる暖かな家庭で自分だけが血の繋がりがない事に壁とコンプレックスを感じている。
変身後のカッパの姿は赤色のマフラーをしており、キャラクターのイメージカラーや自身の好きな色も赤。
名前の由来は時代劇『三匹が斬る!』の主人公の一人「矢坂 平四郎（やさか へいしろう）」から。

久慈 悠（くじ とおい）
声 - 内山昂輝
11月1日生まれ、血液型A型、身長165cm、体重48kg。
中学2年生。一稀のクラスに転校してきた少年。片目が髪の毛で隠れる髪型とそばかすが特徴。ぶっきら棒で近寄りがたく、兄である誓の裏稼業を自主的に手伝って車上荒らしなどをしているため悪い噂もあり、クラスから孤立している。いつも背中に鉄製の長い定規を隠し持っており、武器のように扱う。幼い頃に蕎麦屋を営んでいた両親と死別しており、それがきっかけで兄の誓が反社会的勢力と繋がりを持ってしまった事で人生が変わってしまうが、それでもなお兄を慕っている。現在は実家の蕎麦屋を親戚が継いでおり、居候という形で兄とは別々に暮らしているが、度々連絡は取り合っている。そのため、転校生ではあるが、元々こちらに住んでいた。ケッピを通じて一稀や燕太と知り合った当初は馴れ合いを好まず一匹狼のような振る舞いを見せていたが、さらざんまいを重ねていくうちに協力的になっていく。実は幼い頃にサッカーを通じて一稀とは縁がある。
変身後のカッパの姿は青色のマフラーをしており、キャラクターのイメージカラーや自身の好きな色も青。
名前の由来は時代劇『三匹が斬る!』の主人公の一人「久慈 慎之介（くじ しんのすけ）」から。

陣内 燕太（じんない えんた）
声 - 堀江瞬
5月28日生まれ、血液型AB型、身長158cm、体重45kg。
中学2年生。一稀の幼馴染。丸い眼鏡をかけている。姉の音寧と祖母との三人暮らし。小学生の頃に孤立していたところへ声をかけてくれた一稀との出会いがきっかけでサッカー部に入部し、一稀とは「ゴールデンコンビ」を自負していたが、ある日突然、自分に何の相談もなく一稀が退部届けを出していた事を知り不満を抱いている。一稀には一方的な恋愛感情を抱いており、妄想癖がある事も自覚している。また、一稀の弟・春河とも仲が良く、リハビリを手伝ったり日頃から遊び相手になったりもしている。
変身後のカッパの姿は眼鏡に黄色のマフラーをしており、キャラクターのイメージカラーや自身の好きな色も黄色。
名前の由来は時代劇『三匹が斬る!』の主人公の一人「燕 陣内（つばくろ じんない）」から。

ケッピ
声 - 諏訪部順一
1月1日生まれ。
カッパ広場のカッパ像に封印されていたカッパ王国第1王位継承者を自称する謎のカッパ型生命体。語尾の口癖に「ケロ」とつけて喋るが、カエルと間違われると激怒して尻子玉を抜いてしまう事がある。
カッパ像が壊されたのをきっかけに一稀ら3人組の尻子玉を抜いてカッパにし、敵対組織であるカワウソ帝国が生成するカパゾンビとの戦いに協力してと欲しいと申し出る。サラとは相思相愛で恋仲の関係。
好物はきゅうりと「しろはす」と呼ばれる天然水、好きな色は黄金色。

吾妻 サラ（あづま さら）
声 - 帝子
8月8日生まれ、血液型B型、身長160cm、体重40kg。
浅草のご当地アイドルで、ケッピの恋人。浅草のローカル番組「アサクササラテレビ」のMCを務めている。ニュースや占いコーナーを担当しており、毎朝「ラッキー自撮り占い」のコーナーでラッキーアイテムを紹介している。語尾の口癖に「でぃっしゅ」をつけて喋る事が多い。人間の姿をしているが、彼女もまたケッピと同じカッパ王国のカッパであり、「姫」と呼ばれている。ケッピと同様のフォルムになるなど変幻自在である。
きゅうりが好物で、キャラクターのイメージカラーや自身の好きな色はピンク。

新星 玲央（にいぼし れお）
声 - 宮野真守
7月24日生まれ、血液型B型、身長185cm、体重67kg。
浅草の川嘘交番に勤務する警官。長い金髪と色黒の肌とギザギザの歯が特徴。神経質で、情緒不安定な性格。生前の真武に執着しており、今の真武が感情の抜けた人形のようになってしまった事に対して苛立ちと不満を持っているため辛く当たる事も多く、偽物だと思い込んでいる。その一方で、自分が介助しないと生き永らえない真武の機械の心臓を掌握する環境には愉悦を抱いている節があり、カワウソから真武に対する支配欲を指摘されても否定はしていない。「本物の真武」を取り戻すため、希望の皿を集めようとカワウソの下で拳銃を使って欲望を搾取している。好物はブロッコリーで、カップ焼きそばに茹でたブロッコリーを乗せてマヨネーズをかけたものと、人形焼を好んで食べている。
かつてはカッパ王国で真武と共にケッピ王子の臣下をしていたカッパである。ノベライズ版によると元々は戦災孤児であり、孤立して全てを憎んでいたが、真武と出会い、自分を受け入れてくれた事がきっかけで真武と共にカッパ王国の宮殿へ赴くようになる。
カッパの姿は人の姿の時と同様ギザギザの歯で、黒いマフラーをしている。反して、イメージカラーと自身の好きな色は白。
Twitter連動企画の『玲央と真武 ゆるふわ勤務日誌』では酒豪の喫煙者である事が描かれており、好きな煙草の銘柄は「KOOL」。これはTwitterのIDである「keeponly1luv（Keep Only One Love）」と同じもの。

阿久津 真武（あくつ まぶ）
声 - 細谷佳正
3月1日生まれ、血液型A型、身長180cm、体重60kg。
浅草の川嘘交番に勤務する警官で、玲央の相棒。アンダーリムの眼鏡をかけている。堅物な性格だが、天然ボケなところがある。趣味は料理。身体機能に欠陥があり、食べ物を咀嚼する事すら困難で、カワウソ曰く夢を見る事も「機能を実装していない」ため本来は不可能。身体の一部が機械でできているため、カワウソの元へ定期的なメンテナンスに通う事が彼の生命線となっている。玲央が今の自分に対して苛立ちを募らせているため、何かを伝えようと本人には隠れて玲央の好物である人形焼を作る練習をしている。ノベライズ版によると「欲望を手放すな」は真武が尊敬する人物から言われた言葉という設定で、ケッピの存在が仄めかされている。
玲央と同様に、かつてはカッパ王国でケッピ王子の臣下をしていたカッパで、カッパ王国とカワウソ帝国が起こした戦争で玲央を庇って命を落としている。現在は玲央の願いで蘇生された肉体であり、身体機能に欠陥が多いのはこのためである。生前は料理が得意であったが、現在の肉体では玲央の好物であった真武特製の人形焼ですら上手く作る事ができなくなっている。
カッパの姿では白いマフラーをしているが、イメージカラーと自身の好きな色は黒。

### その他の人物
矢逆 春河（やさか はるか）
声 - 釘宮理恵
一稀の弟。ご当地アイドルの吾妻サラの大ファンで、一稀がサラになりすまして送ってくる自撮りを見て、本物のサラと交流していると信じている。一稀の事は「カズちゃん」と呼ぶ。一稀と血は繋がっていないが、大切な家族だと思っている。しかし、ある日当然一稀の本当の母親が現れ、一稀が会いに行こうとしていた事を知ってしまい、一稀が今の家庭を離れて実母の元へ行ってしまうのではないかと思い、追いかけた事で横断歩道を飛び出してしまう。その時の交通事故が原因で下半身不随になっており、車椅子で生活している。

久慈 誓（くじ ちかい）
声 - 津田健次郎
12月9日生まれ、血液型O型、身長185cm、体重70kg。
悠の兄。25歳。ある事件をきっかけに反社会組織の世界に入り、裏稼業で生計を立てている。詐欺グループ「SHIKOTAMA（しこたま）」の親玉として指名手配されていた事もあり、過去に起こった銃撃事件がきっかけで組織に追われているため、弟・悠とは離れて暮らしている。いつも棒付きキャンディを咥えている。

陣内 音寧（じんない おとね）
声 - 伊瀬茉莉也
燕太の姉。一稀たちが通う浅草皿中学校の教師。燕太と同じくサッカーが好きで、恋愛には積極的。釣りが趣味。

カワウソ
声 - 黒田崇矢
カッパ王国と対立しているカワウソで、カワウソ帝国の科学技術庁長官。「つながり」を毒とし、玲央と真武を使って欲望エネルギーを搾取している。口癖は「ウッソー」。自らを「人の欲望の写し鏡である概念」と名乗っている。

カパゾンビ
声 - 加藤諒（1〜9話）
生前に執着していた欲望を満たそうとしているゾンビで、 配下の「下ッパーズ」を使って欲を満たすために様々なものを集めている。カワウソ帝国が欲望エネルギーで生成しており、カパゾンビの大元の殆どは自分の欲望のために怪奇事件を起こして逮捕され、のちに処分保留で釈放になった人間であり、警察署では変死体として発見されている。尻子玉を抜かれると、隠していた秘密の欲望が尻子玉を抜いた者にも漏洩され、この世から消滅してしまい、人々の記憶からも消えてしまう。そのため、登場するカパゾンビの大半は尻子玉を取られないようにと攻撃的である。
第十皿「つながりたいけど、つながれない」に登場するカパゾンビのみ、自分の秘密を漏洩させるために自らカパゾンビになる事を望んだというイレギュラーな人物のため、上記とはキャストや設定などが大幅に異なる。

ニャンタロー
声 - 斉藤貴美子
猫が飼いたいという春河の望みを叶えるために一稀がお金持ちの家から攫ってきてしまった猫。表向きは地域猫として飼っているが、ノベライズ版によると地域猫の証である耳の切り込みは一稀が自ら施したものであり、無理矢理地域猫にしたものである。実は生まれたての頃にサッカーを通じて一稀や悠とは縁がある。

## 用語
本項では、作中の設定について説明。
尻子玉（しりこだま）
河童にまつわる伝承に登場する架空の臓器で、臀部の中にあるとされている。本作ではそれに加えて「人間の欲望」を溜め込む臓器という扱いになっており、尻子玉を失った者は世界の縁の外側へ弾かれ、人々の記憶から存在そのものが消えてしまう。
ケッピに尻子玉を抜かれるとカッパにされると共に「欲望フィールド」と呼ばれる生と死の境目にあたる「人の世の裏側」に行ってしまう。そこは一見いつもの風景と変わりないが、生きている人間に認識されなくなる。
尻子玉は他人に移植する事も可能。ただし、尻子玉を失った者は世界の縁の外側へ弾かれてしまうという条件は変わらない。

さらざんまい
倒したカパゾンビの尻子玉が溶けきる前にケッピへ転送する為に必要な行為。カッパに変身した一稀、悠、燕太が、さらざんまいと叫ぶことで発動する。ケッピ曰く「さらざんまいとは身も心も繋がるということ」。これを発動させると、自分の秘密もさらざんまいを一緒に行った相手と共有する事になるため、隠したい秘密も知られてしまうという副作用がある。
かつてはカッパ王国で玲央と真武もケッピと共にさらざんまいをしていた事が作中でも仄めかされている。

漏洩（ろうえい）
さらざんまいを行った時に出現する「人には知られたくない秘密」が共有される際のビジョン。自分だけでなく、同時にさらざんまいを行った他の者にも過去の映像として脳内に流れ、「漏洩します」と警告が出る。さらざんまいで漏洩する秘密は全て真実のものである。

希望の皿
ケッピにカパゾンビから抜き取った尻子玉を、さらざんまいで転送すると貰える報酬。金の皿は1枚、銀の皿は5枚で1回分の願いを叶えることができる。

ラッキー自撮り占い
浅草のローカル番組「アサクササラテレビ」で放送されている占いコーナー。毎朝「今日のラッキー自撮り占い」としてサラが運勢を占い、一緒に自撮りをすると幸せになれるというラッキーアイテムを紹介している。

カワウソイヤァ
劇中歌、及び玲央と真武がカパゾンビを生成するために人間の欲望エネルギーを搾取する際に行う儀式。それと同時に、玲央が真武の機械の心臓を動かすために欲望エネルギーを注ぐ行為。

## スタッフ
- 原作 - イクニラッパー[17]
- 監督 - 幾原邦彦[17]
- 助監督 - 松嶌舞夢[17]
- チーフディレクター - 武内宣之[17]
- シリーズ構成・脚本 - 幾原邦彦、内海照子[17]
- キャラクター原案 - ミギー[17]
- キャラクターデザイン - 石川佳代子[17]
- 総作画監督 - 石川佳代子[17]、川妻智美
- コンセプトデザイン - 柴田勝紀[17]
- 美術監督 - 藤井綾香、スタジオPablo[17]
- 色彩設計 - 辻田邦夫[17]
- 撮影監督 - 荻原猛夫[17]
- 編集 - 黒澤雅之[17]
- CG監督 - 濱村敏郎
- 音楽 - 橋本由香利[17]
- 音楽制作 - フジパシフィックミュージック
- 音響監督 - 幾原邦彦、山田陽
- チーフプロデューサー - 高瀬透子、三宅将典
- プロデューサー - 岡安由夏、鈴木健太
- アニメーションプロデューサー - 大塚学、渡部正和
- アニメーション制作 - MAPPA、ラパントラック[17]
- 制作 - シリコマンダーズ（フジテレビジョン、アニプレックス、アニマックスブロードキャスト・ジャパン、北電子、電通、ムービック、幻冬舎コミックス）

## 主題歌
オープニングテーマ「まっさら」（第1話 - 第11話）
作詞・作曲 - 谷口鮪 / 編曲・歌 - KANA-BOON
第11話ではエンディングテーマ、Cパートの後に使用された。
エンディングテーマ「スタンドバイミー」（第1話 - 第11話）
作詞・作曲 - 北澤ゆうほ / 編曲 - the peggies、シライシ紗トリ / 歌 - the peggies

## 劇中歌
| 曲名                       | 作詞                       | 作曲                       | 歌                                                                                                   | 話数     |
| -------------------------- | -------------------------- | -------------------------- | --- | -------- |
| さらざんまいのうた         | 幾原邦彦、 内海照子        | 橋本由香利                 | 矢逆一稀（ 村瀬歩 ） 久慈悠（ 内山昴輝 ） 陣内燕太（ 堀江瞬 ） ケッピ（ 諏訪部順一 ）                | 1 - 5、7 |
| さらざんまいのうた         | 幾原邦彦、 内海照子        | 橋本由香利                 | 新星玲央（ 宮野真守 ） 阿久津真武（ 細谷佳正 ） ケッピ（諏訪部順一）                                 | 10       |
| さらざんまいのうた         | 幾原邦彦、 内海照子        | 橋本由香利                 | 矢逆一稀（村瀬歩） 久慈悠（内山昴輝） 陣内燕太（堀江瞬） ケッピ（諏訪部順一） カワウソ（ 黒田崇矢 ） | 11       |
| カワウソイヤァ             | 幾原邦彦、 内海照子        | 橋本由香利                 | 新星玲央（宮野真守） 阿久津真武（細谷佳正）                                                          | 2 - 5、7 |
| 放課後カッパー             | ロジィ大宮（少女式ヱリス） | ロジィ大宮（少女式ヱリス） | 吾妻サラ（帝子）                                                                                     | 1、7     |
| 放課後カッパー_Salala Scat | ロジィ大宮（少女式ヱリス） | ロジィ大宮（少女式ヱリス） | 吾妻サラ（帝子）                                                                                     | 9        |

## 各話リスト
| 話数     | サブタイトル                   | 絵コンテ                            | 演出                | 作画監督                                                                          |
| -------- | ------------------------------ | ----------------------------------- | ------------------- | --------------------------------------------------------------------------------- |
| 第一皿   | つながりたいけど、偽りたい     | 幾原邦彦 武内宣之 松嶌舞夢 柴田勝紀 | 神保昌登            | 石川佳代子 西畑あゆみ 高野やよい 小林由美                                         |
| 第二皿   | つながりたいけど、奪いたい     | 金子伸吾                            | 金子伸吾            | 高野やよい                                                                        |
| 第三皿   | つながりたいけど、報われない   | 神保昌登                            | 神保昌登            | 瀧原美樹 川妻智美                                                                 |
| 第四皿   | つながりたいけど、そばにいない | 武内宣之                            | 武内宣之 高野やよい | 高野やよい 石川奨士 西畑あゆみ                                                    |
| 第五皿   | つながりたいけど、許されない   | 牧田佳織                            | 牧田佳織            | 具志堅眞由 袖山麻美 梅下麻奈未 高野やよい                                         |
| 第六皿   | つながりたいから、あきらめない | 柴田勝紀 橋本能理子                 | 柴田勝紀 橋本能理子 | 堤谷典子 具志堅眞由 袖山麻美 石川奨士 高野ゆかり 岩井田夏帆 梅下麻奈未 本多孝敏   |
| 第七皿   | つながりたいけど、裏切りたい   | 吉行龍之介                          | 橋本能理子          | 堤谷典子 瀧原美樹 袖山麻美                                                        |
| 第八皿   | つながりたいけど、もう会えない | 黒澤雅之 金子伸吾                   | 金子伸吾            | 具志堅眞由 高野やよい 梅下麻奈未 高橋道子 高野ゆかり                              |
| 第九皿   | つながりたいけど、伝わらない   | 武内宣之                            | 武内宣之            | 高野やよい 石川佳代子 川妻智美 石川奨士 小園菜穂 Moaang 松嶌舞夢 たけうちのぶゆき |
| 第十皿   | つながりたいけど、つながれない | 黒澤雅之 柴田勝紀 金子伸吾          | 橋本能理子 金子伸吾 | 瀧原美樹 岩井田夏帆 高野ゆかり 杉薗朗子                                           |
| 第十一皿 | つながりたいから、さらざんまい | 幾原邦彦 松嶌舞夢 金子伸吾          | 松嶌舞夢            | Production I.G新潟 具志堅眞由                                                     |

## 放送局
| 放送期間                                         | 放送時間                     | 放送局             | 対象地域       | 備考                                    |
| ------------------------------------------------ | ---------------------------- | ------------------ | -------------- | --------------------------------------- |
| 2019年4月12日 - 6月21日                          | 金曜 0:55 - 1:25（木曜深夜） | フジテレビ         | 関東広域圏     | 製作参加                                |
|                                                  |                              | 岩手めんこいテレビ | 岩手県         |                                         |
|                                                  |                              | さくらんぼテレビ   | 山形県         |                                         |
|                                                  |                              | サガテレビ         | 佐賀県         |                                         |
|                                                  | 金曜 1:15 - 1:45（木曜深夜） | テレビ愛媛         | 愛媛県         |                                         |
|                                                  | 金曜 1:20 - 1:50（木曜深夜） | 秋田テレビ         | 秋田県         |                                         |
|                                                  | 金曜 1:25 - 1:55（木曜深夜） | 福島テレビ         | 福島県         |                                         |
|                                                  | 金曜 1:30 - 2:00（木曜深夜） | 長野放送           | 長野県         |                                         |
|                                                  | 金曜 1:35 - 2:05（木曜深夜） | テレビ静岡         | 静岡県         |                                         |
|                                                  | 金曜 1:45 - 2:15（木曜深夜） | 新潟総合テレビ     | 新潟県         |                                         |
|                                                  |                              | テレビ熊本         | 熊本県         |                                         |
|                                                  | 金曜 1:55 - 2:25（木曜深夜） | 関西テレビ         | 近畿広域圏     |                                         |
|                                                  |                              | テレビ新広島       | 広島県         |                                         |
|                                                  |                              | テレビ西日本       | 福岡県         |                                         |
|                                                  | 金曜 2:00 - 2:30（木曜深夜） | 仙台放送           | 宮城県         |                                         |
|                                                  |                              | 鹿児島テレビ       | 鹿児島県       |                                         |
|                                                  | 金曜 2:10 - 2:40（木曜深夜） | 東海テレビ         | 中京広域圏     |                                         |
| 2019年4月30日 - 7月9日                           | 火曜 1:00 - 1:30（月曜深夜） | 山陰中央テレビ     | 鳥取県・島根県 |                                         |
| 2019年5月13日 - 7月22日                          | 月曜 0:00 - 0:30（日曜深夜） | アニマックス       | 日本全域       | 製作参加 / BS/CS放送 / リピート放送あり |
| 仙台放送、アニマックスを除く全局で字幕放送実施。 |                              |                    |                |                                         |

## 受賞歴
- 東京アニメアワードフェスティバル2020
  - アニメファン賞（4位）[21][22]
- クランチロールアニメアワード2020 - 8部門ノミネート[23]
  - 最優秀アニメーション賞
  - 最優秀監督賞（幾原邦彦）
  - 最優秀キャラクターデザイン賞（原案：ミギー、総作画監督：石川佳代子）
  - 最優秀エンディング賞（the peggies「スタンドバイミー」）
  - 最優秀コメディ作品賞
  - 最優秀ファンタジー作品賞
  - 最優秀声優賞日本語部門（宮野真守）
  - ベストカップル賞（玲央＆真武）

## 関連メディア

### BD / DVD
| 巻 | 発売日         | 収録話          | 規格品番      | 規格品番      |
| 巻 | 発売日         | 収録話          | BD限定版      | DVD限定版     |
| -- | -------------- | --------------- | ------------- | ------------- |
| 1  | 2019年6月26日  | 第1話           | ANZX-14381/2  | ANZB-14381/2  |
| 2  | 2019年7月24日  | 第2話 - 第3話   | ANZX-14383/4  | ANZB-14383/4  |
| 3  | 2019年8月28日  | 第4話 - 第5話   | ANZX-14385/6  | ANZB-14385/6  |
| 4  | 2019年9月25日  | 第6話 - 第7話   | ANZX-14387/8  | ANZB-14387/8  |
| 5  | 2019年10月30日 | 第8話 - 第9話   | ANZX-14389/90 | ANZB-14389/90 |
| 6  | 2019年11月27日 | 第10話 - 第11話 | ANZX-14391/2  | ANZB-14391/2  |

### CD
| 発売日       | タイトル                               | 規格品番   |
| ------------ | -------------------------------------- | ---------- |
| 2019年6月5日 | さらざんまいのうた / カワウソイヤァ    | SVWC-70415 |
| 2019年6月5日 | さらざんまい音楽集「皿ウンドトラック」 | SVWC-70416 |

ラジオCDは#ラジオの項目に記載。

### 書籍

#### コミカライズ
キャラクター原案を務めるミギーによるアニメ本編とほぼ同内容のコミカライズ作品。アニメ放送中の2019年5月から連載しており、Webマンガ掲載サイト『comicブースト』より不定期に配信、2020年12月より順次単行本化もされている。
1. さらざんまい 1（2020年12月23日発売、幻冬舎コミックス、ISBN 9784344847675）
2. さらざんまい 2（2022年05月24日発売、幻冬舎コミックス、ISBN 9784344850446）

#### ノベライズ
シリーズ構成の内海照子と幾原邦彦によるノベライズ版。上巻は放送開始前に先行発売され、アニメ本編の1話から6話まで、下巻は7話から最終回までの内容となっており、ストーリーはアニメ本編と同内容であるが、幼少期の玲央と真武のエピソードなど、アニメでは描かれていない部分も多く含まれている。
1. さらざんまい 上巻（2019年04月16日発売、幻冬舎コミックス、ISBN 978-4344844421）
2. さらざんまい 下巻（2019年07月31日発売、幻冬舎コミックス、ISBN 978-4344844810）

#### 設定資料集
ガイドブック
- さらざんまい 公式スターティングガイド（2019年04月23日発売、幻冬舎コミックス、ISBN 9784344844438）
- さらざんまい 公式完全ガイドブック（2019年10月10日発売、幻冬舎コミックス、ISBN 9784344844827）

原画集
- さらざんまい展 サラっとアートワークス（2019年9月12日発売、イベント・通販限定）
- さらざんまい サラっと原画集 上巻（2019年9月12日発売、イベント・通販限定）
- さらざんまい サラっと原画集 下巻（2019年9月12日発売、イベント・通販限定）

#### スピンオフ
レオとマブ 〜ふたりはさらざんまい〜
単行本全1巻（2019年03月22日発売、幻冬舎コミックス、ISBN 9784344844209）
斎藤岬による新星玲央と阿久津真武の2人を主人公としたスピンオフ作品。アニメ放送前の2018年5月から連載されていた。奇数月は幻冬舎の漫画雑誌『ルチル』に掲載され、偶数月は同社のWebマンガ掲載サイト『ルチルSweet』より配信。
アニメ本編との時系列に関して公式による言及はないが、二人の性格や勤務している交番の場所や名称、登場時のサラの年齢設定など、アニメ本編で描かれているものとは異なる部分が多いため、明確な関連性は不明。
俺と真武の勤務日誌
アニメ放送前の2018年11月11日から期間限定で更新されていた玲央と真武による公式Twitterのログをまとめた本。イベント限定販売。詳細は#Twitter連動の項目に記載。

### Twitter連動
『玲央と真武 ゆるふわ勤務日誌』としてアニメ放送前の2018年11月11日から2019年3月31日までの期間限定で、新星玲央と阿久津真武の2人が勤務中の日常をツイートしているという形式で運営されていた公式Twitterアカウント。
前述の通り、当初は2019年3月31日までの期間限定と明記されており、更新が終了したまま過去ログのみ公開されていたが、6月14日放送の第十皿「つながりたいけど、つながれない」の放送直後にアニメ本編と連動する形で更新され、今まで投稿されていたツイートのログが消えていくという演出が行われた。アニメ本編のストーリーに沿って全てのツイートが削除された後はツイッター名やアイコンなども消され、何もないアカウントのみが残った状態となっている。
後に『俺と真武の勤務日誌』として2019年8月9日から12日に開催されたコミックマーケット96のノイタミナショップのブースにて、Twitterのログをまとめた本も出版された。

### ラジオ
『アニメ「さらざんまい」ラジオ番組 ぷれざんまい』と題して超!A&G+にて配信していた。パーソナリティはケッピ役の諏訪部順一と監督の幾原邦彦が務める。2019年1月5日から3月30日までは、文化放送・超!A&G+の『A&G TRIBAL RADIO エジソン』内の箱番組として放送され、同年4月5日から超!A&G+に移動して30分の独立番組へ移行した。
後に新規収録音源を追加したDJCDとしてアーカイブ音源がCD化されている。
| 発売日        | タイトル                                             | 規格品番 |
| ------------- | ---------------------------------------------------- | -------- |
| 2019年5月31日 | 「さらざんまい」ラジオ番組「ぷれざんまい」DJCD 第1皿 | MVC-0046 |
| 2019年6月28日 | 「さらざんまい」ラジオ番組「ぷれざんまい」DJCD 第2皿 | MVC-0048 |
| 2019年7月26日 | 「さらざんまい」ラジオ番組「ぷれざんまい」DJCD 第3皿 | MVC-0049 |

## 舞台
『さらに「さらざんまい」〜愛と欲望のステージ〜』のタイトルで、2019年11月28日から12月1日まで東京・シアター1010、12月7日から8日まで大阪・COOL JAPAN PARK OSAKA WWホールにて上演。脚本・演出は伊勢直弘が担当。
2020年5月27日にはBlu-ray/DVDも発売されている。

### キャスト（舞台）
- 矢逆一稀 - 木津つばさ
- 久慈悠 - 設楽銀河
- 陣内燕太 - 野口準
- 新星玲央 - 中村太郎
- 阿久津真武 - 高本学
- 矢逆春河 - 深澤大河
- 久慈誓 - 横井翔二郎
- 吾妻サラ - 帝子
- ケッピ - 一内侑

| 発売日        | タイトル                                     | 規格品番   | 規格品番   |
| 発売日        | タイトル                                     | BD限定版   | DVD限定版  |
| ------------- | -------------------------------------------- | ---------- | ---------- |
| 2020年5月27日 | さらに「さらざんまい」〜愛と欲望のステージ〜 | ANZX-10158 | ANZB-10158 |